# Ōarai (Ibaraki)
Ōarai (大洗町 Ōarai-machi?)  es una población situada en el Distrito de Higashiibaraki de la Prefectura de Ibaraki en Japón.
Al 1 de diciembre de 2013, tenía una población de 17.306 habitantes y una densidad poblacional de 746 personas por km². La superficie total es de 23,19 km².

## Historia
El pueblo de Isohama y la villa de Ōnuki dentro del Distrito de Higashiibaraki y la villa de Natsumi dentro del Distrito de Kashima, fueron creados con el establecimiento del sistema de las municipalidades el 1 de abril de 1889.
Ōnuki fue elevado al estatus de pueblo el 26 de enero de 1894.
Ōnuki e Isohama se combinaron el 3 de noviembre de 1954 para crear el pueblo de Ōarai. Una porción de Natsumi fue anexada a Ōarai el 23 de julio de 1955.

## Geografía
La población está  ubicada entre el Océano Pacífico al este y la laguna Hinuma (涸沼) al oeste.
La localidad limita al norte con Hitachinaka (ひたちなか市 Hitachinaka-shi) , al noroeste con Mito (水戸市 Mito-shi), al oeste con Ibaraki (茨城町 Ibaraki-machi) y sur con  Hokota (鉾田市 Hokota-shi).

## Sitios de interés
Destacan entre sus sitios de turísticos, el Puerto de Ōarai, la Bahía de Ōarai, el Aqua World (formalmente Ōarai Aquarium), el Museo del mar de Ōarai, la Torre marina de Ōarai, entre otros. Ōarai atrae a unos 3 millones de visitantes al año.
Las atracciones turísticas incluyen playas de baño, y el puerto deportivo con yates de crucero, deportes marinos, camping, pesca, acuario, un famoso campo de golf y el santuario (Sintoísta) Ōarai Isosaki.
Una compañía opera dos transbordadores a Tomakomai (Hokkaidō) desde Puerto de Ōarai.

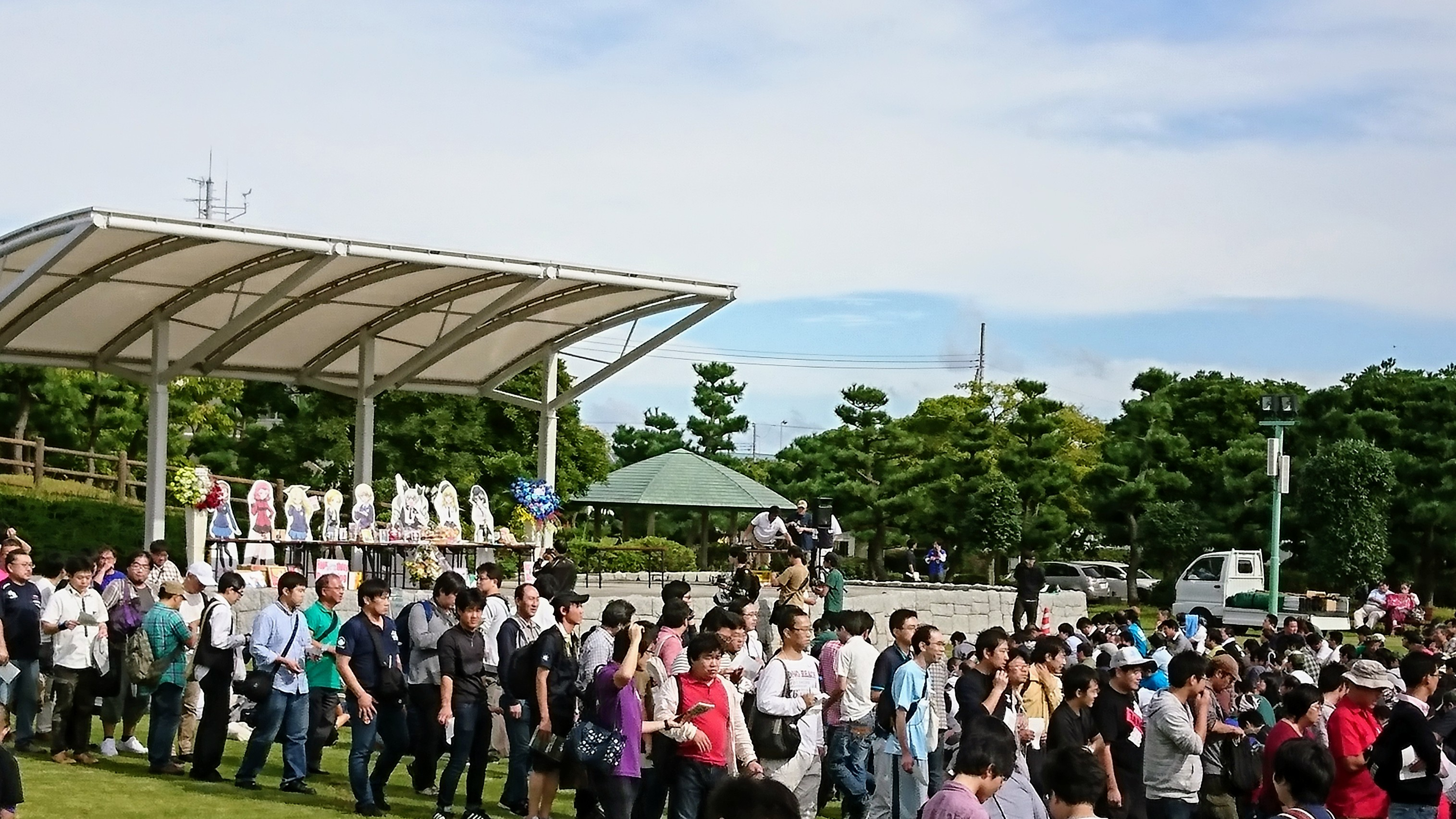
Un evento de cumpleaños para personajes de anime donde se reúnen los fanáticos del anime.

En el anime "Girls & Panzer" que se emitió en 2012, Oarai Town apareció con frecuencia en el anime. Oarai Town también atrajo la atención debido al gran éxito del anime, y los fanáticos del anime comenzaron a visitarlo. 

## Centro de investigación de reactores nucleares
La Agencia de Energía Atómica de Japón [Japan Atomic Energy Agency, JAEA, (日本原子力研究開発機構 Nihon genshiryoku kenkyū kaihatsu kikō)], cuenta en esta población con un centro de investigación de reactores nucleares, llamado Ōarai Research and Development Center (大洗研究開発センター Ōarai Kenkyū Kaihatsu Sentā).

## Agricultura
Los principales productos agrícolas son el arroz, la batata y el rábano japonés.

## Transporte
La capital de la prefectura, Mito, está situada a unos 12 km por la Ruta Nacional 51.
Tokio, está situada a unos 125 km de distancia, para llegar a ella (entre otros) se puede acceder a la cercana entrada “Mito-Ōarai IC”  de la Carretera Higashi-Mito ubicada en Mito,  para empalmar luego con la autopista Kita-Kantō Expressway y posteriormente tomar la autopista Jōban Expressway.

## Galería de imágenes

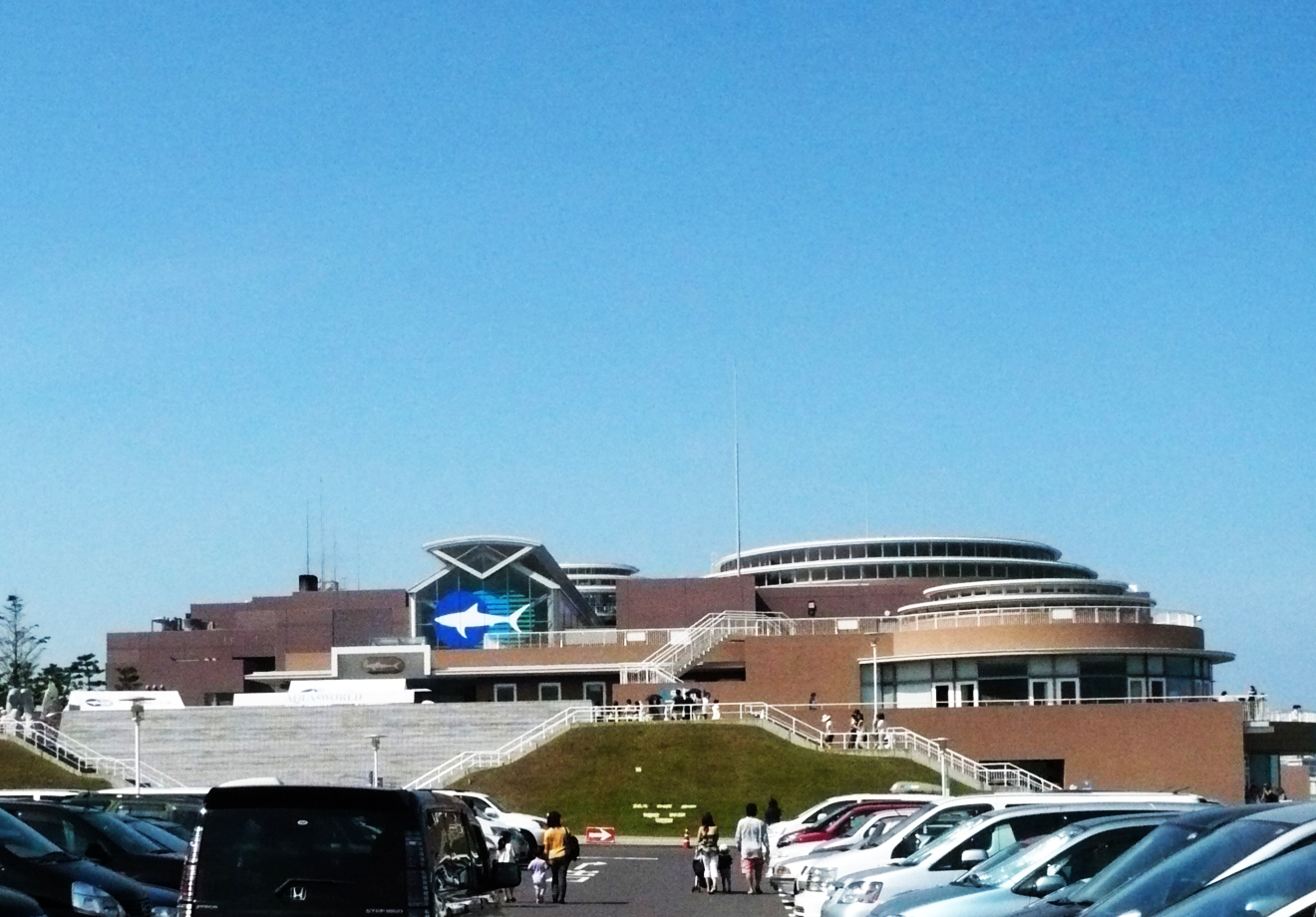
Aqua World de Ōarai.
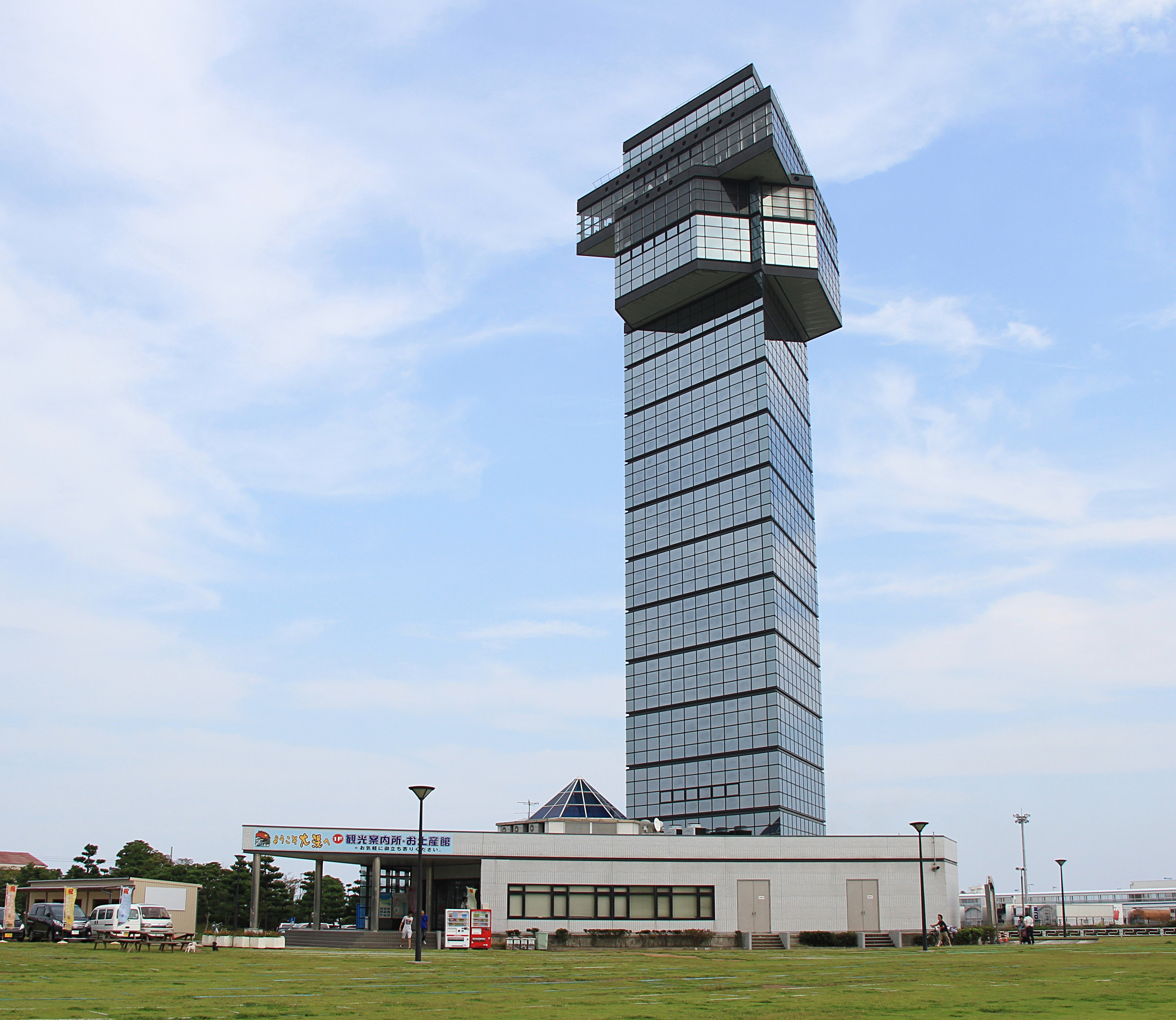
Torre Marina de Ōarai.
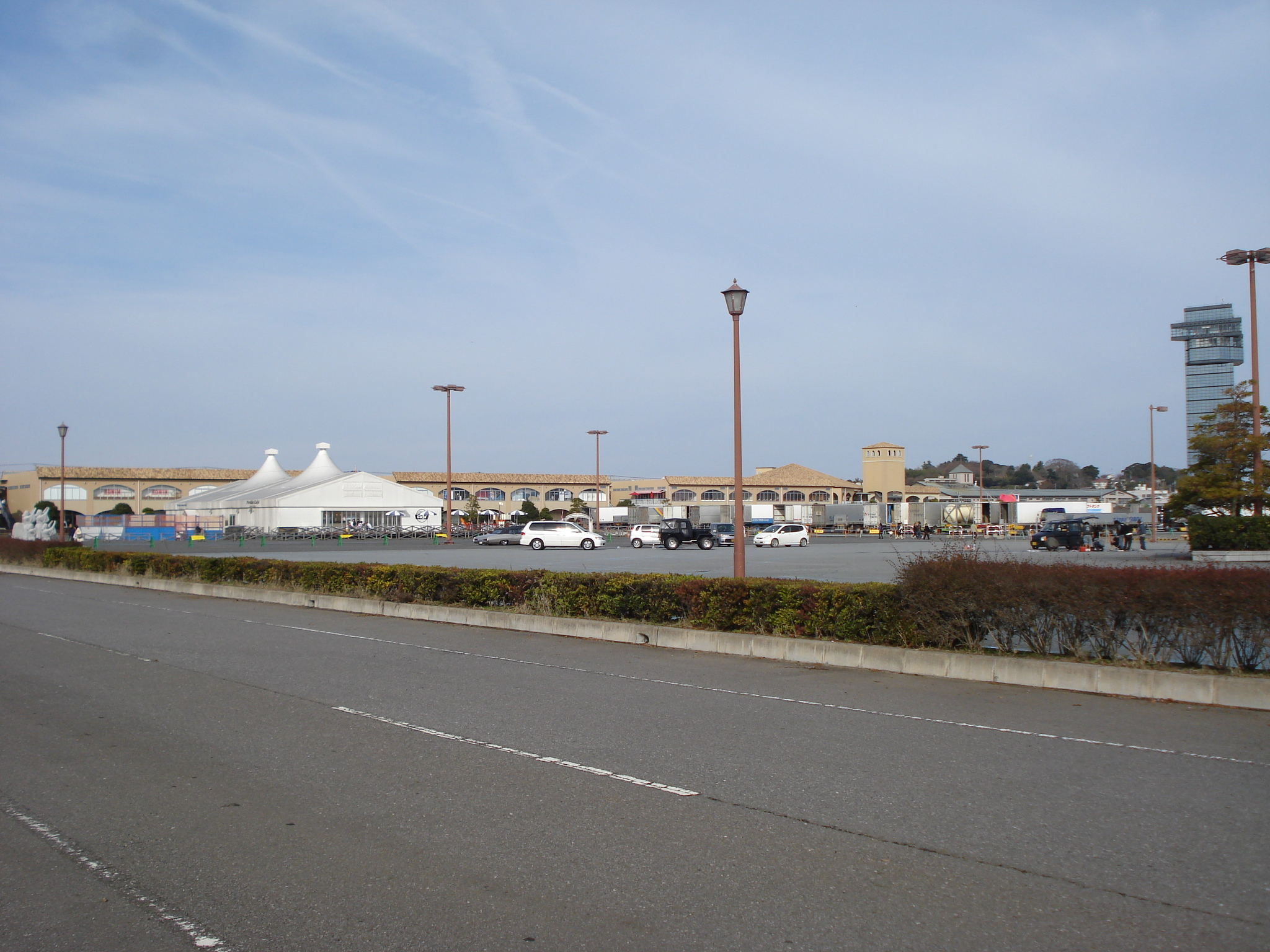
Resort en la población de Ōarai.
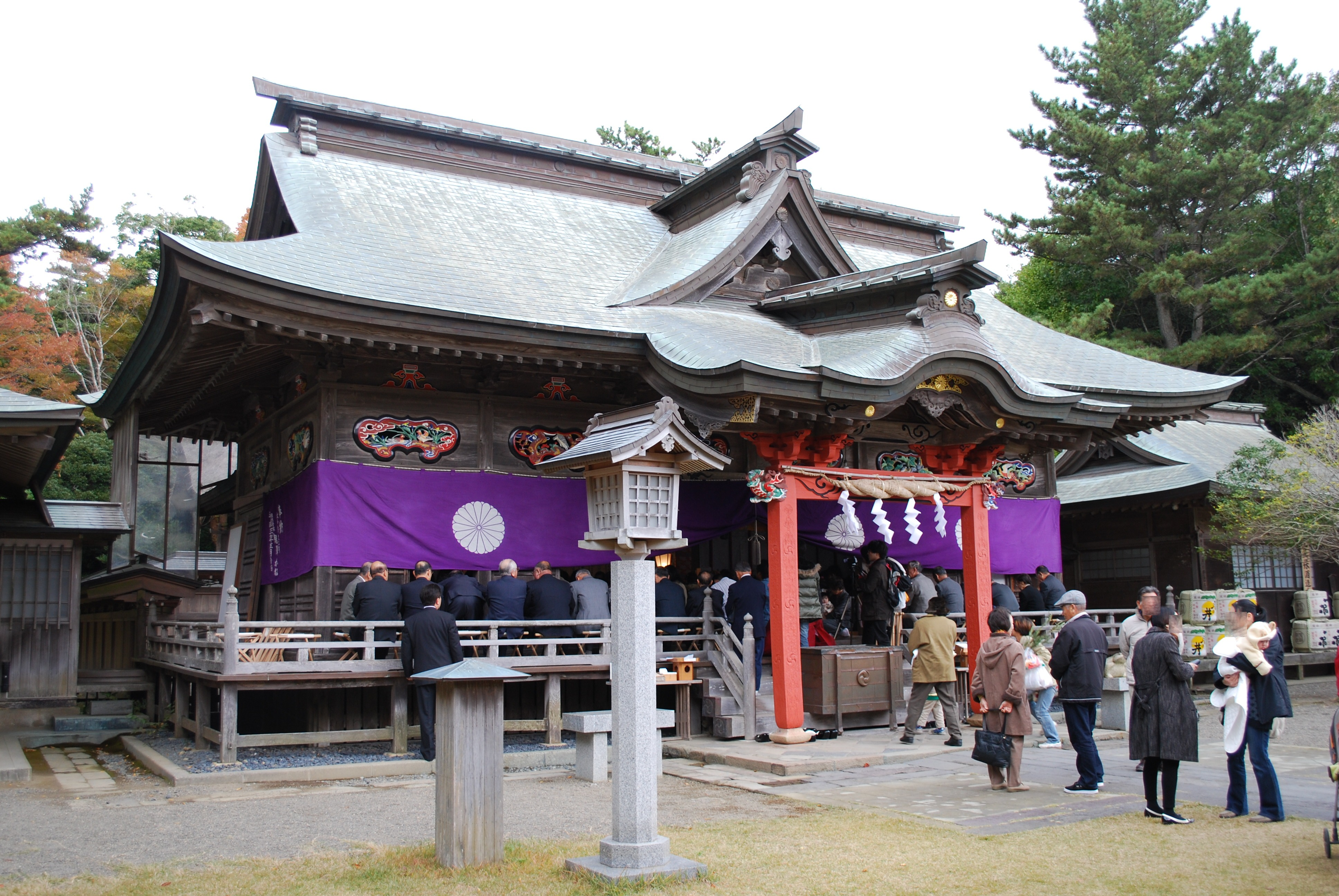
Santuario Ōarai Isosaki.
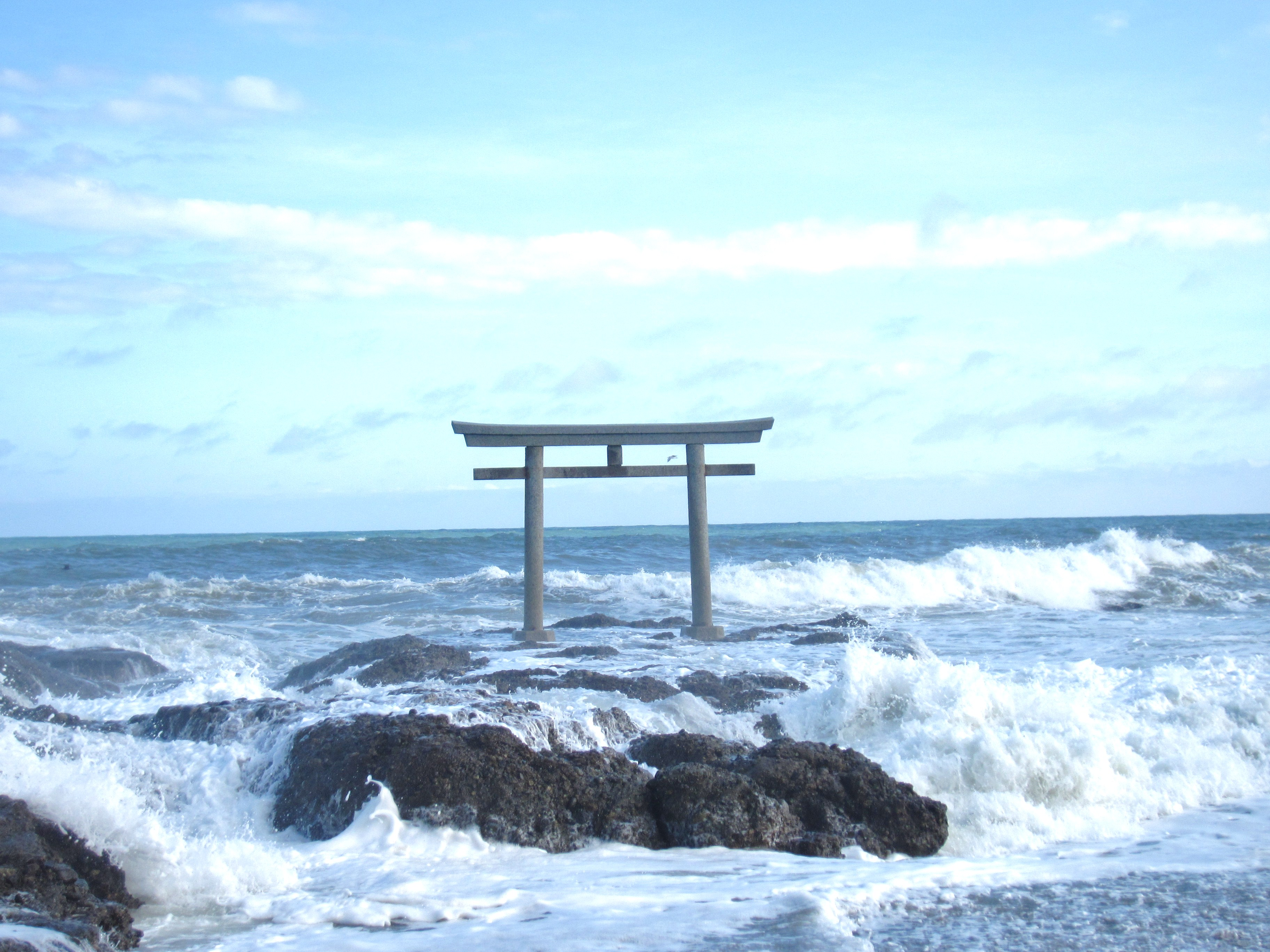
Puerta torii (鳥居 とりい) Kamiiso del santuario Ōarai Isosaki.
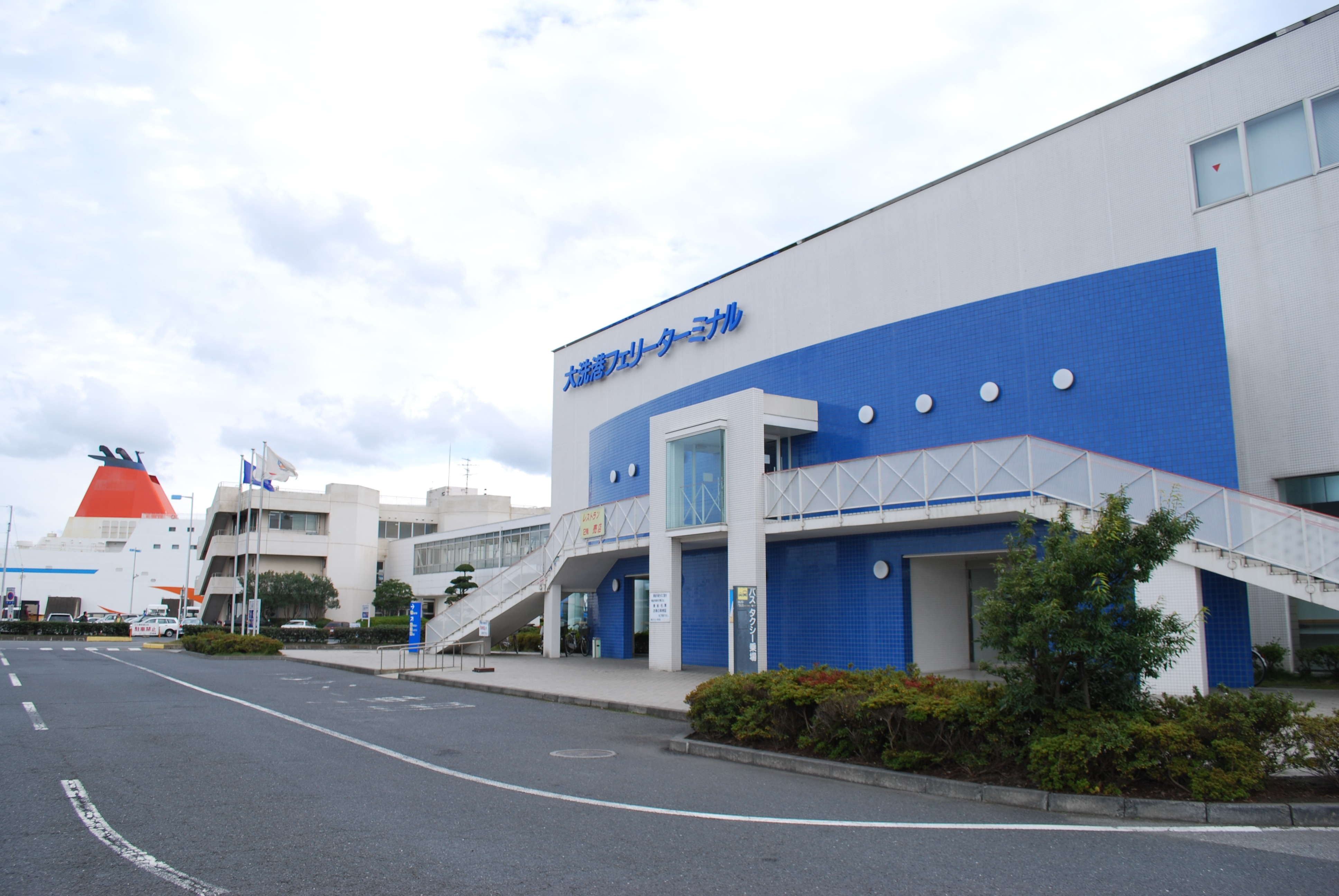
Puerto de Ōarai.
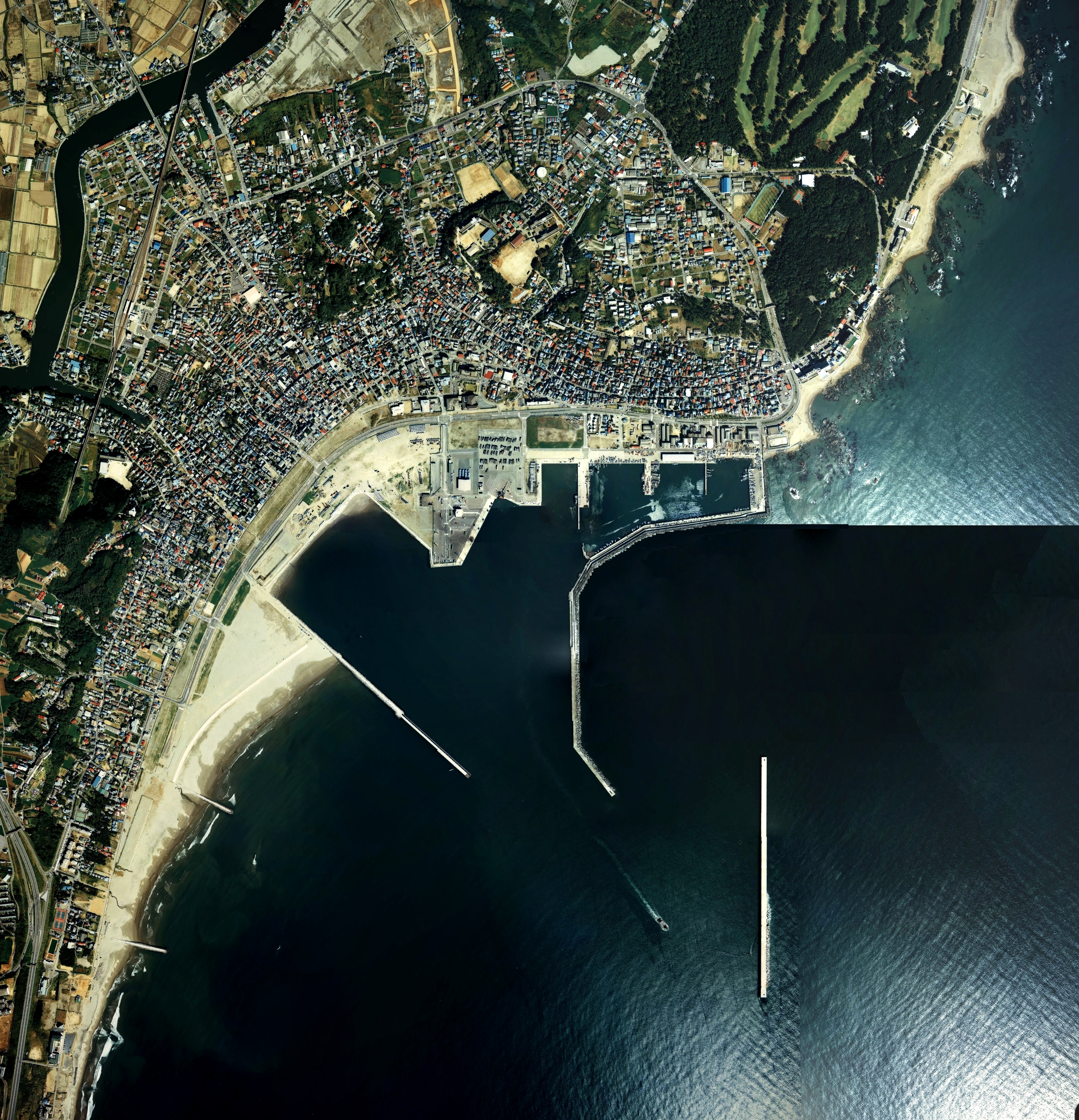
Fotografía aérea de Ōarai.